# Earinini
Earinini es una tribu de himenópteros apócritos de los bracónidos. Los géneros en esta tribu incluyen:

## Géneros
- Agathirsia Westwood, 1882
- Amputoearinus Sharkey, 2006
- Austroearinus Sharkey, 2006
- Crassomicrodus Ashmead, 1900
- Earinus Wesmael, 1837
- Sesioctonus Viereck, 1912